# 黑社会 (越南)
黑社会（越南语：／，越南语：／）在越南指的是有组织犯罪集团。该词随着20世纪末香港黑帮电影的引入而出现在越南社会，成为一种出现在民间和报刊上的流行词。
参与犯罪活动的个人被称为“江湖”、“岗斯特”、“棍徒”和“罪犯”。犯罪组织视其规模称之为“朋党”或“团伙”。